# Star-Klasse
Die Star-Klasse ist eine Klasse von fünf RoPax-Fähren, die im Auftrag von Finnlines bei Fincantieri in den Werften von Ancona und Castellammare di Stabia gebaut wurden. Sie werden mehrheitlich im Verkehr zwischen Finnland, Polen und Deutschland sowie Deutschland und Schweden eingesetzt. 

## Finnstar
Die Finnstar (IMO-Nr. 9319442) war das erste fertiggestellte Schiff. Das Schiff wurde von Fincantieri in Castellammare di Stabia gebaut. Es wurde im Juli 2006 an Finnlines übergeben; eigentlich sollte das Schiff bereits im Herbst 2005 übergeben werden. Die Star-Klasse ist nach diesem Schiff benannt. Die Finnstar wird als Schnellverbindung auf der Strecke Helsinki – Travemünde eingesetzt. Der Heimathafen der Finnstar ist Mariehamn, Åland.
Im November 2005 brach während des Baus an Bord ein kleineres Feuer aus, das jedoch schnell unter Kontrolle gebracht werden konnte. Im Januar 2015 wurde das Schiff als erstes Schiff der Klasse mit Scrubbern ausgerüstet.

## Finnmaid

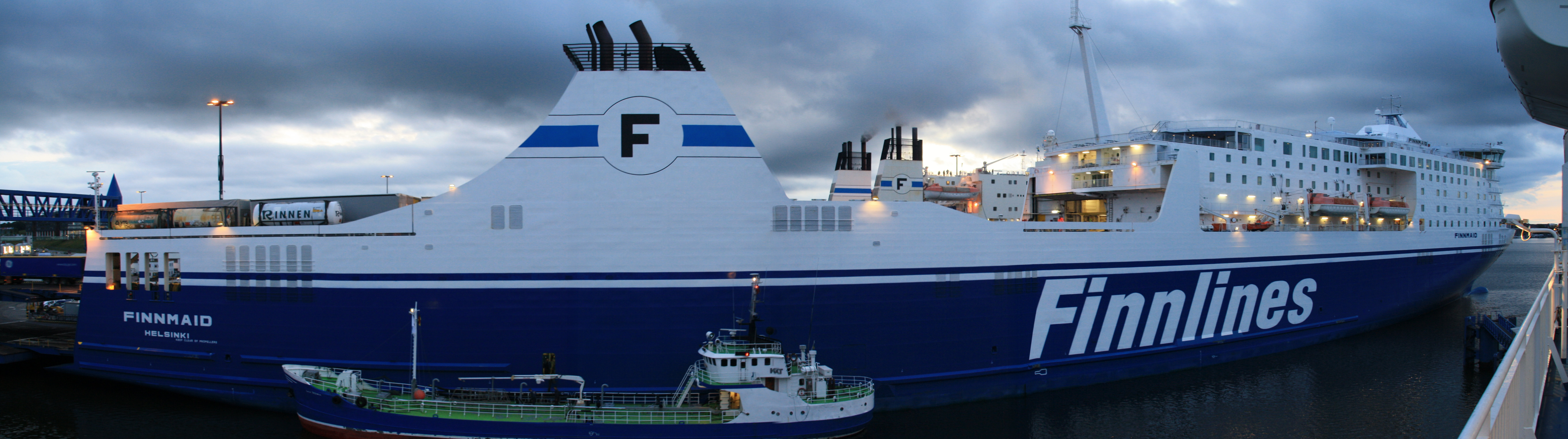
Die Finnmaid 2011 beim Bunkern in Travemünde

Die Finnmaid (IMO-Nr. 9319466) wurde von Fincantieri in Ancona gebaut und wird auf der Strecke Helsinki – Travemünde eingesetzt. Sie wurde im August 2006 an Finnlines übergeben. Heimathafen der Finnmaid ist Mariehamn, Åland.
Unmittelbar nach der ersten Überfahrt nach Finnland musste die Finnmaid aufgrund von Problemen mit dem Bugstrahlruder auf der Lloyd-Werft in Bremerhaven gewartet werden.

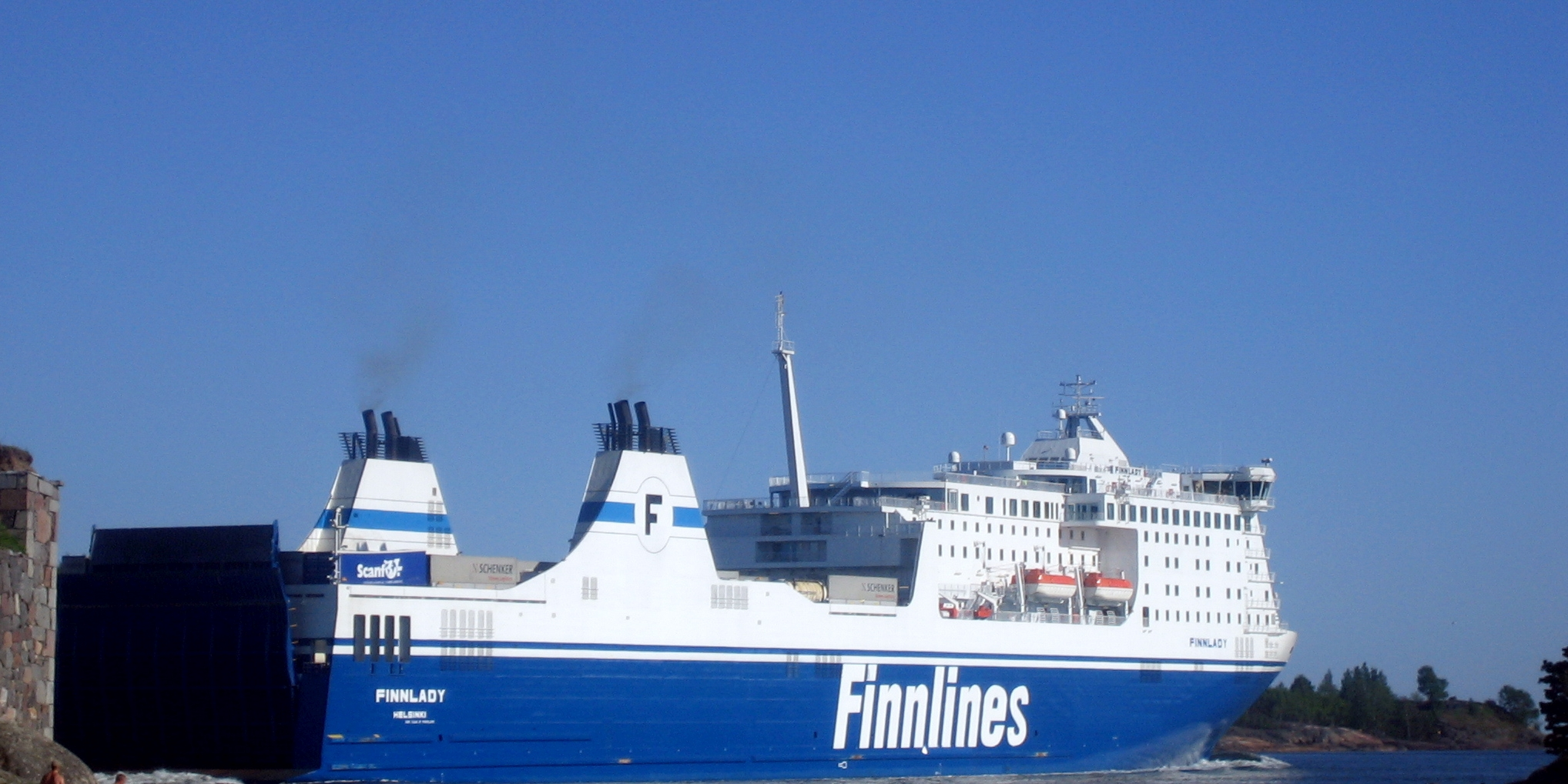
Die Finnlady in Helsinki

## Finnlady
Die Finnlady (IMO-Nr. 9336268) wurde ursprünglich als Europalink gebaut, aber Finnlines entschied sich aufgrund von Verzögerungen beim Bau der eigentlichen Finnlady, die Namen und Einsatzgebiete der Schiffe zu tauschen. Die Finnlady wurde von Fincantieri in Ancona gebaut und wurde im Februar 2007 an Finnlines übergeben; eigentlich sollte sie bereits im Oktober 2006 übergeben werden. Die Finnlady wird auf der Strecke Helsinki – Travemünde eingesetzt. Ihr Heimathafen ist Mariehamn, Åland.

## Europalink

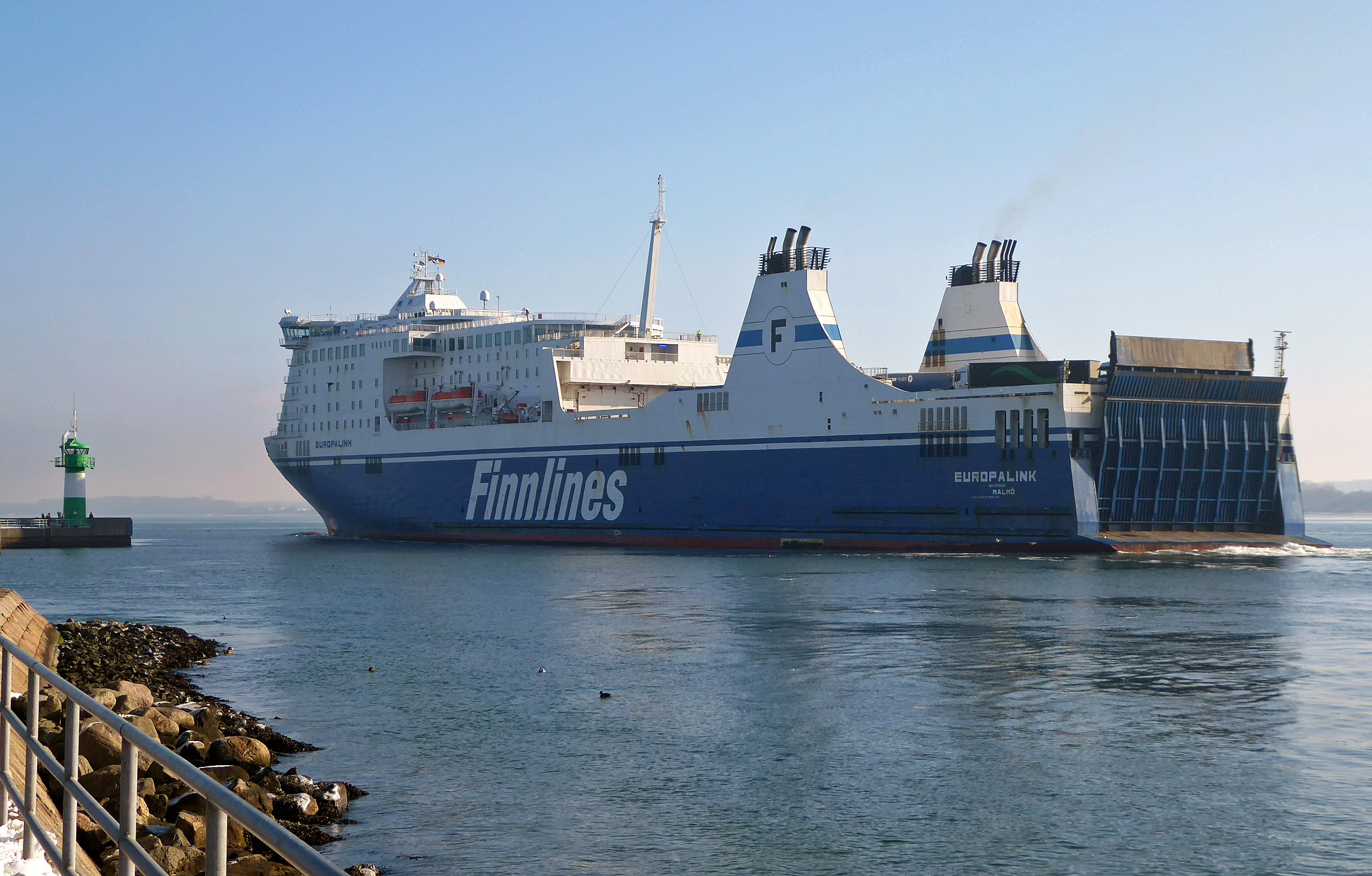
Die Europalink 2021 in der Einfahrt von Travemünde

Die Europalink (IMO-Nr. 9319454) wurde ursprünglich als Finnlady gebaut, aber Finnlines entschied sich aufgrund von Verzögerungen beim Bau, die Namen und Einsatzgebiete der Schiffe zu tauschen. Die Europalink wurde von Fincantieri in Castellammare di Stabia gebaut und sollte Mitte 2006 abgeliefert werden. Tatsächlich wurde sie im März 2007 abgeliefert und bis Mitte April 2009 von Nordö-Link zwischen Malmö und Travemünde eingesetzt. Ab Mitte April 2009 wechselte sie auf die Route Travemünde – Helsinki. Ab Juni 2009 lief das Schiff auch Gdynia, ab Oktober 2009 außerdem Rostock an. Ab Dezember bediente das Schiff die Routen Helsinki – Travemünde und Helsinki – Gdynia – Rostock. Ihr Heimathafen war Malmö, Schweden.
Im September 2013 wurde die Europalink für 86 Millionen Euro an die Grimaldi Group verkauft. Im Oktober 2013 stellte Finnlines das Schiff außer Dienst. Nach einem Umbau in Yalova kam das Schiff unter italienischer Flagge mit Heimathafen Palermo für Minoan Lines zwischen Triest, Ancona, Igoumenitsa und Patras in Fahrt.
Am 20. September 2014 rammte die Europalink auf der Fahrt von Igoumenitsa nach Italien in der Straße von Korfu einen Felsen des Inselchen Peristéres, das der Nordwestspitze von Korfu vorgelagert ist. Der Fähre gelang es trotz Leck und Schlagseite, den Hafen von Kérkyra anzulaufen. Das Schiff wurde am Hafen mit Schleppern stabilisiert. Alle 692 Passagiere blieben unverletzt. Von November 2014 bis September 2015 wurde das Schiff in Yalova repariert. Von September 2015 bis Januar 2018 wurde das Schiff zwischen Palermo und Livorno eingesetzt.
Im Januar 2018 übernahm Finnlines das Schiff und brachte es unter schwedischer Flagge mit Heimathafen Malmö in Fahrt. Von Februar 2018 bis Januar 2022 wurde sie zwischen Malmö und Travemünde eingesetzt.
Zum Januar 2022 entschied sich Finnlines, das Schiff von der Route zwischen Malmö und Travemünde abzuziehen und fortan zwischen Kapellskär und Naantali einzusetzen. 2023 ging es zurück ins Mittelmeer auf die Linie Brindisi–Igoumenitsa.

## Finnswan

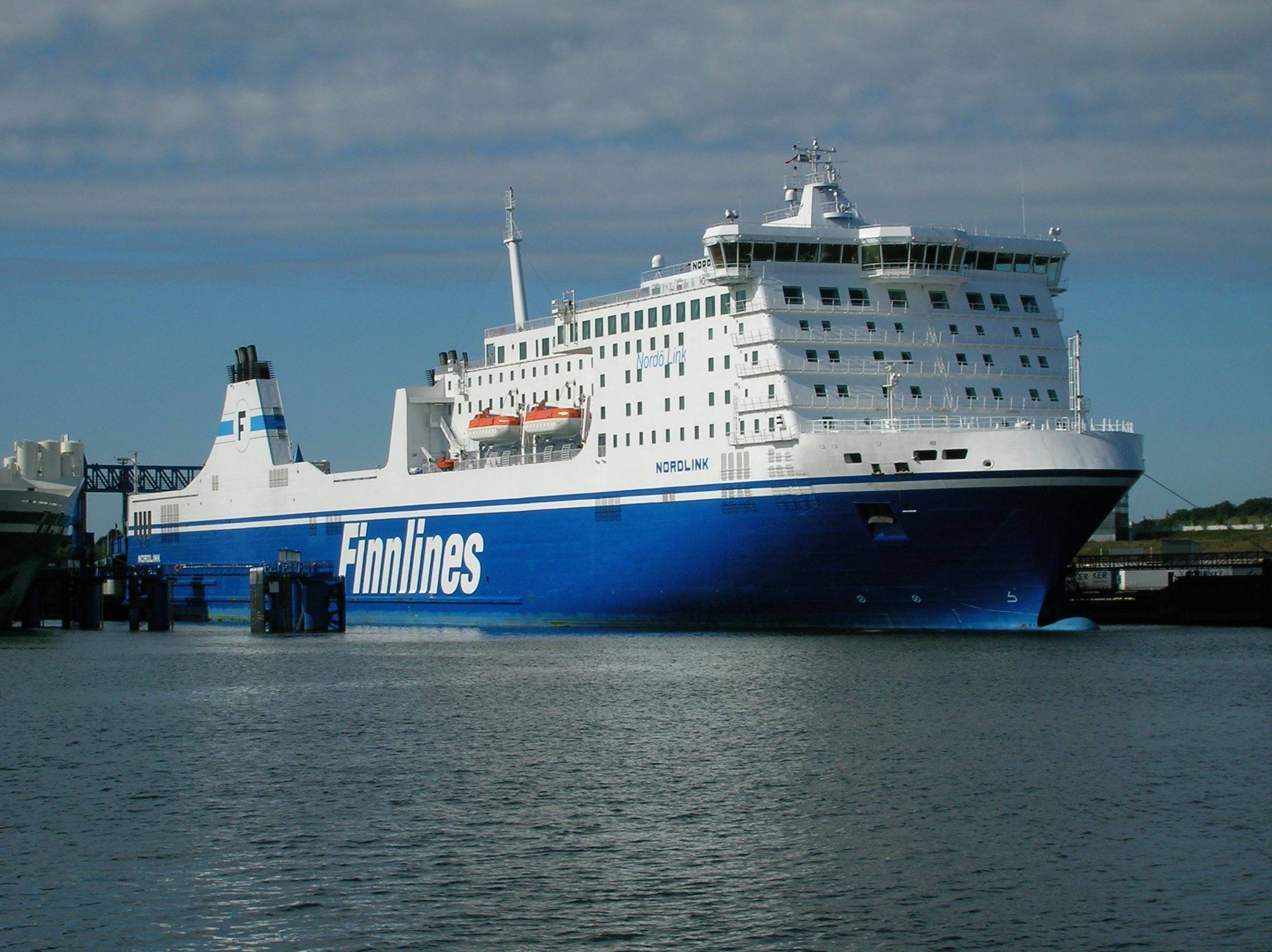
Die Finnswan 2008 unter altem Namen in Travemünde

Die Finnswan (IMO-Nr. 9336256) wurde ursprünglich als Nordlink von Fincantieri in Castellammare di Stabia gebaut, der Endausbau fand jedoch in Ancona statt. Das Schiff sollte im März abgeliefert werden, die Ablieferung verzögerte sich jedoch auf Juli 2007. Das Schiff kam unter der Flagge Schwedens mit Heimathafen Malmö in Fahrt. Nach ihrer Ankunft in Travemünde ersetzte sie die Malmö Link im Verkehr zwischen Travemünde und Malmö. Von Mitte Februar 2009 bis Oktober 2012 bediente sie die Routen Travemünde – Helsinki bzw. Helsinki Gdynia – Rostock. Im Oktober 2012 kehrte sie auf ihre ursprüngliche Route Travemünde – Malmö zurück und ersetzte dort die Finneagle. Zwischen Dezember 2016 und Januar 2017 sowie Februar und März 2017 wurde das Schiff kurzzeitig zwischen Travemünde und Helsinki eingesetzt. Ihr Heimathafen war Malmö, Schweden.
Im Februar 2017 wurde das Schiff in Finnswan umbenannt und kam unter der Flagge Finnlands in Fahrt, Heimathafen wurde Mariehamn. Ab Februar 2018 wurde das Schiff zwischen Travemünde und Helsinki eingesetzt. Ab Mai 2018 verkehrte die Finnswan zwischen Naantali, Långnäs und Kapellskär. Am 18. Februar 2024 wurde das Schiff auf schwedische Flagge mit Heimathafen Malmö überführt, danach war das Schiff zunächst auf der Route Helsinki–Travemünde im Einsatz. Seit März 2024 fährt das Schiff wieder auf der Route Travemünde–Malmö.